# Schweinchen Wilburs großes Abenteuer
Schweinchen Wilburs großes Abenteuer (Originaltitel: Charlotte’s Web 2: Wilbur’s Great Adventure) ist ein US-amerikanischer Zeichentrickfilm aus dem Jahr 2003. Es ist eine Direct-to-DVD-Produktion und die Fortsetzung des Filmes Zuckermanns Farm – Wilbur im Glück. Die Figuren beruhen zum Teil auf dem Roman Wilbur und Charlotte des Schriftstellers E. B. White.
Der Film ist eine gemeinsame Produktion von Nickelodeon Network, Paramount Pictures und Universal Pictures. Er wurde in den USA am 18. März 2003 veröffentlicht.

## Handlung
Das Schwein Wilbur lebt auf dem Bauernhof von Homer Zuckermann. Eines Tages stößt ein Lamm hinzu, das unter Heimweh leidet. Wilbur befreundet sich mit dem Lamm. Als Zuckermann das Lamm verkauft, versucht es Wilbur auf den Bauernhof zurückzuholen. Dabei helfen ihm die drei Töchter seiner verstorbenen Freundin Charlotte der Spinne und die Ratte Templeton.

## Rezeption
Robert Pardi von TV Guide erklärte, die Fortsetzung erfasse nicht den Geist des Originals. Er kritisierte auch die Animation und die Handlung.